# 龙潭水库 (酉阳)
龙潭水库是中国重庆市酉阳土家族苗族自治县境内的一座水库，位于沱江小支流卜海上，建于1984年。水库正常库容为707万立方米，集雨面积为94平方千米，海拔为401.82米。